# Marcus Antistius Labeo
Marcus Antistius Labeo († mezi roky 10 a 22) byl římský právník, odpůrce císařství.
Jeho otcem byl římský právník Pacuvius Antistius Labeo. Labeo jako odpůrce císařství téměř nevystupoval na veřejnosti a věnoval se téměř výhradně sepisování spisů o právu. Napsal zhruba 400 spisů, ze kterých se značná část nezachovala.

## Dílo
- Komentáře ke 12 deskám a ediktu praetorskému
- Liber probabilum, jedná se o knihu právnických definic.
- Libri de iure pontificio, 15 knih
- Responsa, 15 knih responsií, kde jsou právnické výroky a odpovědi
- Epistulae
- Pithana